# Bakugan - Battle Brawlers
Bakugan - Battle Brawlers (爆丸バトルブローラーズ?, Bakugan Batoru Burōrāzu) è una serie televisiva anime nippo-canadese prodotta da TMS Entertainment, Sega Toys, Japan Vistec e da Spin Master, sotto la direzione di Mitsuo Hashimoto. Composto da 52 episodi, Bakugan ha debuttato in Giappone su TV Tokyo nell'aprile 2007. Nelvana ha prodotto una versione riadattata al pubblico occidentale, andata in onda sulla rete televisiva canadese Teletoon nel luglio dello stesso anno. È grazie a questa versione che il cartone è arrivato in Italia il 4 maggio 2009 in prima visione su Italia 1; e, da novembre, Cartoon Network ne ha mandato in onda le repliche. A partire dal 5 gennaio 2010, questa rete ha iniziato a trasmettere in prima visione assoluta gli ultimi episodi. Dallo stesso anno, la serie viene trasmessa anche su Boing.

## Trama
Il giovane Dan è testimone di un singolare fenomeno: delle carte misteriose raffiguranti strani mostri cominciano a piovergli tutt'intorno. La cosa si ripete contemporaneamente su tutta la Terra e, grazie a internet, Dan e i suoi amici inventano un gioco nuovo chiamato "Bakugan". Quest'ultimo prevede un combattimento di tre round, durante i quali i giocatori mettono in campo delle sfere che, aprendosi, si trasformano nei Bakugan, mostri provenienti da un'altra dimensione. 
Di volta in volta, i giocatori tirano delle carte particolari che permettono loro di guadagnare punti e di sconfiggere gli avversari. I Bakugan e le carte da gioco hanno un attributo ben preciso, che corrisponde ad un elemento naturale: Pyrus (Fuoco), Haos (Luce), Aquos (Acqua), Darkus (Tenebra), Subterra (Terra) e Ventus (Vento). 
Quando Dan e i suoi amici danno vita al gioco, creano, a loro insaputa, un collegamento tra il mondo degli umani e quello abitato dai Bakugan, ovvero la dimensione Vestronia, un universo diviso in sei mondi, uno per ogni elemento. Qui è in corso una battaglia fra Drago, il Bakugan buono che diventerà presto il compagno di avventure di Dan, e Naga, un Bakugan malvagio: quest'ultimo giunge al centro di Vestronia, dove due forze opposte, il Nucleo del Silenzio e quello dell'Infinito, mantengono la dimensione in equilibrio. Nonostante Drago tenti di fermarlo, Naga assorbe l'energia negativa emanata dal Silenzio, compromettendo l'equilibrio della dimensione e portando, perciò, scompiglio nei sei mondi.
Dan, Shun, Alice, Runo, Marucho e Julie, riuniti nella squadra dei Combattenti Bakugan (Battle Brawlers in inglese), decidono di aiutare i loro mostruosi amici a salvare Vestronia. L'antagonista per gran parte della storia è Masquerade, un misterioso ragazzo al servizio di Naga. Egli combatte usando la Carta del Destino, che spedisce i Bakugan sconfitti degli avversari nella Dimensione del Destino, un punto di eliminazione.
Alla fine, i Combattenti affrontano Naga, che invade la Terra insieme ai suoi seguaci Bakugan. I combattenti riescono a sconfiggerlo solo grazie al sacrificio di Wyvern, sorella di Naga, custode del nucleo dell'Infinito, la quale dà il nucleo a Drago, che riesce a sconfiggere Naga, diventando custode di entrambi i nuclei. Drago, con il potere dei nuclei, ripristinerà l'equilibrio di Vestronia e il confine tra il mondo dei Bakugan e quello degli umani. Infine Dan e Runo si fidanzano.

## Terminologia
- BakuPod: è una specie di orologio che permette ai combattenti di avere un quadro completo della sfida in atto; conta le vite rimaste loro, e una voce meccanica fornisce informazioni sul livello di potenza dei Bakugan presenti sul campo di battaglia. Consente anche ai giocatori di tenersi in contatto e di parlare con altre persone. I combattenti Pyrus come Dan hanno il BakuPod rosso, quelli Ventus come Shun lo hanno verde; il BakuPod di Runo e degli altri giocatori Haos è giallo, quello di Marucho e dei combattenti Aquos è blu, mentre Julie e i giocatori Subterra hanno un BakuPod arancione.

- Lanciatori: è un oggetto che i giocatori portano sull'avambraccio e che permette loro di lanciare i propri Bakugan sul campo di battaglia (vedi quello di Dan nell'immagine). I Combattenti Bakugan lo ricevono da Marucho. Lo possiede anche Masquerade e ne affida uno alle persone che influenza per farli lottare contro i Combattenti. I Lanciatori, come i BakuPod, seguono i colori degli attributi. Prima di riceverne uno, Dan, Shun e Runo lanciano i loro Bakugan manualmente.

## Sigle
Sigle di apertura giapponesi
- Number One Battle Brawlers (ナンバーワン・バトルブローラーズ?, Nanbā Wan Batoru Burōrāzu) cantata dai Psychic Lover (ep. 1-30)
- Bucchigiri Infinite Generation (ブッちぎり∞ジェネレーション?, Bucchigiri Infinitto Jenerēshon) cantata dai Psychic Lover (ep. 31-52)

Sigle di chiusura giapponesi
- Air Drive cantata Elephant Girl (ep. 1-26)
- Hello (ハロー?, Harō) cantata Za Bon (ep. 27-52)

Sigle italiane
- Bakugan, musica di Susanna Balbarani, Maurizio Bianchini e Graziano Pegoraro, testo di Graziella Caliandro, cantata da Susanna Balbarani (Italia 1 e Boing)
- Two Worlds Collide[5] (Cartoon Network e DVD)

Nella versione italiana trasmessa su Italia 1 e Boing fu utilizzata la sigla italiana mentre in quella di Cartoon Network ed in DVD fu impiegata quella americana ricantata in italiano.

## Fumetto
Dalla serie è stato tratto un fumetto intitolato Bakugan: The Evo Tournament. Scritto da Nunzio De Filippis e Christina Weir, illustrato da Kriss Sison, è stato pubblicato il 2 marzo 2010. Il suo sequel, Bakugan: The Evo Tournament 2, è stato distribuito nel luglio dello stesso anno.